# Lời nguyền bí ẩn 4
Lời nguyền bí ẩn 4 (tựa gốc: Paranormal Activity 4) là một phim kinh dị siêu nhiên found footage của Mỹ năm 2012 do Ariel Schulman-Henry Joost đạo diễn và viết kịch bản bởi Christopher B. Landon từ đầu truyện của Chad Feehan. Phim có sự xuất hiện của Katie Featherston, diễn viên đóng trong phần phim đầu và vai khách mời trong hai phần tiếp theo. Đây là phần thứ tư trong loạt phim Paranormal Activity.